# Magnettheorie
Die Magnettheorie ist eine von Kurt Schumacher (SPD) entwickelte politische Theorie für die westdeutsche Nachkriegspolitik. Kern der Theorie von 1946/47 ist der Gedanke, dass ein ökonomisch gestärktes Westdeutschland den Osten magnetisch anziehen und so zur gesamtdeutschen Einheit führen soll. Schumacher wollte ein internationales Gesamteuropa, das eine sozialistische Ökonomie und eine demokratische Politik anstrebt, aber keinen antisowjetischen Westblock. Deutschland sollte sich weder am Osten noch am Westen orientieren.
Neben den Anreizen einer freien Gesellschaft sollte damit die Bevölkerung der DDR bewogen werden, in den Westen überzusiedeln. Hierdurch sah sich die Führung der DDR zum Bau der Berliner Mauer veranlasst, da vor allem junge, gut ausgebildete Menschen die DDR verließen und dort der Wirtschaft fehlten.
Nach anfänglicher Ablehnung griff Konrad Adenauer (CDU) den Kernpunkt dieser Magnettheorie auf, veränderte ihn selbst aber um einige Punkte. Adenauers Konzept fundierte nicht auf der reinen Magnetwirkung, sondern auf einer „Politik der Stärke“, die dem Westen Vorteile und Spielräume in Verhandlungssituationen mit den Ostblockstaaten, in erster Linie der Sowjetunion, einräumen würde. So sollten die Westzonen zu einem Bundesstaat (ohne die Sowjetische Besatzungszone) zusammengeschlossen werden. Die deutsche Wirtschaft sollte mit der französischen Wirtschaft verflochten werden, um die Ökonomie Westeuropas zu stärken. Damit nimmt die Theorie erste Ansätze zur Europäischen Union vorweg.
In gewisser Weise kann die Magnettheorie als bestätigt angesehen werden, da der Widerstand der DDR-Bevölkerung gegen ihre Regierung stark von materiellen Wünschen („goldener Westen“) geprägt war, die die Probleme des Kapitalismus (Arbeitslosigkeit, soziale Differenzierung) in den Hintergrund treten ließen.